# Africa's Next Top Model
Africa's Next Top Model è un reality show nel quale (come nel format statunitense originale) un gruppo di aspiranti modelle compete per il titolo di "prossima modella africana", e per l'avvio di una fiorente carriera nel mondo della moda.
Lo show, condotto dalla modella nigeriana Oluchi Onweagba, è andato in onda dal 10 novembre 2013 al 12 gennaio 2014, per un totale di dieci episodi e con la partecipazione di dodici bellissime aspiranti top model provenienti dall'intero continente africano.
La prima edizione del programma è stata vinta dalla giovane Aamito Stacie Lagum, 21 anni da Kampala, Uganda.

## Edizioni
| Edizione | Data d'esordio   | Destinazione            | Numero concorrenti | Vincitrice          | Seconda/e classificata/e         | Concorrenti (in ordine di eliminazione) |
| 1        | 10 novembre 2013 | Città del Capo New York | 12                 | Aamito Stacie Lagum | Michaela Pinto & Opeyemi Awoyemi | Steffi Gabriella Reti & Marwa Faiza, Safira Mariquele, Omowunmi Wanyonyi, Rhulani Kubayi, Joyce Zi Chedebe, Michelle Allen, Roselyn Ashkar & Cheandre van Blerk |